# Eritrea en los Juegos Olímpicos de París 2024
Eritrea estuvo representada en los Juegos Olímpicos de París 2024 por once deportistas, ocho hombres y tres mujeres, que compitieron en tres deportes.
Los portadores de la bandera en la ceremonia de apertura fueron el ciclista Biniam Girmay y la nadadora Christina Rach. El equipo olímpico eritreo no obtuvo ninguna medalla en estos Juegos.